# 신촌초등학교 (제주)
신촌초등학교는 대한민국 제주특별자치도 제주시 조천읍에 있는 공립 초등학교이다.

## 학교 연혁
- 1945년	9월 1일 신촌공립국민학교 설립인가 개교
- 1950년 8월 1일 신촌국민학교로 학교명 변경
- 1957년 3월 1일 북제주군교육청 지정 연구학교
- 1981년 2월 5일 병설유치원 인가
- 1982년 3월 1일 북제주군교육청 지정 연구학교
- 1993년 2월 10일 하나의 집 개관
- 1984년 3월 1일 제주도교육위원회 시범학교
- 1988년 3월 1일 농어촌 급식 학교 지정
- 1989년 3월 1일 제주도교육위원회 지정 시범학교
- 1996년 3월 1일 신촌초등학교로 학교명 변경
- 1998년 2월 20일 다목적 교실(탁구 체육관) 신축
- 1999년 3월 1일 제주도교육청 지정 전통문화 전승 시범학교
- 2000년 10월 24일 제주도교육청 지정 시범학교 연구공개
- 2008년 3월 1일 향토문화유산교육 시범학교 지정(문화재청, 제주특별자치도교육청)
- 2009년 3월 1일 교화(매화) 개정
- 2009년	5월 3일 매계동산 소공원화 조성
- 2009년 11월 16일 향토문화유산교육 시범학교 2차 운영보고회
- 2010년 3월 1일 제주특별자치도교육청 지정 '학력향상 중점 자율학교' 지정
- 2012년 3월 1일 교과부 요청 제주특별자치도교육청지정 학부모참여 시범학교(2년)
- 2013년 3월 20일 인조 잔디 운동장 개장
- 2016년 3월 1일 제36대 김기완 교장 부임
- 2017년 2월 7일 제71회 졸업(남 17명, 여 15명, 계 32명, 총 4,834명 졸업)
- 2017년	3월 1일 9학급 편성
- 2017년 9월 1일 제37대 강미숙 교장 부임
- 2018년 1월 26일 제72회 졸업(남:16명, 여:13명, 계: 29명, 총 4,863명)
- 2018년 3월 1일 12학급 편성

## 참고 자료
- 신촌초등학교 - 한국교육학술정보원 학교알리미